# 梁文韜
梁文韜 （英語：Hugo Leung Man To，1950年8月11日—），廣東省中山市出生，食家、電視節目主持人、元朗大榮華酒樓董事總經理。梁文韜身型巨大，有食神、韜哥、韜韜、肥韜等稱號。據傳他19歲開始到灣仔榮華酒樓工作，後在新界元朗大榮華酒樓。據老街坊稱大榮華一直由人稱「艇叔」的擔任大廚至2014年，梁負責樓面、管理及推廣工作，梁本人入厨經驗不多。後經葉漢良向文化界介紹，始以傳統圍村菜聞名。近年開始在無綫電視節目《日日有食神》擔任主持，曾在中國各地（包括香港等）拍攝，他亦有演出一些電視廣告。

## 背景
梁文韜原籍廣東中山，在澳門長大。他的家庭從事海鮮生意，即鹹魚批發，在家中排行最大，有5兄弟姊妹，澳門治安警察局現任局長梁文昌為其胞弟；現在育有兩名兒子。梁文韜曾就讀聖若瑟教區中學，就讀初中時與泛海國際主席馮兆滔為同學。其父於1966年因澳門一二·三事件而放棄當地經營的生意。梁文韜一家七口來到香港西環堅尼地城生活。而父親與兄弟就合資經營「合星海產批發」公司，後再自己開設「合利魚欄」。梁文韜正在此時候在檔口幫忙。 他之後在告羅士打大廈一間負責出口工作的塑膠花廠上班。1970年，梁文韜到鐵達時洋行擔任出口業務員，同時在晚上到灣仔榮華酒樓學做燒味（因父親認識榮華酒樓的股東謝徧而獲謝氏介紹到酒樓當學徒）。

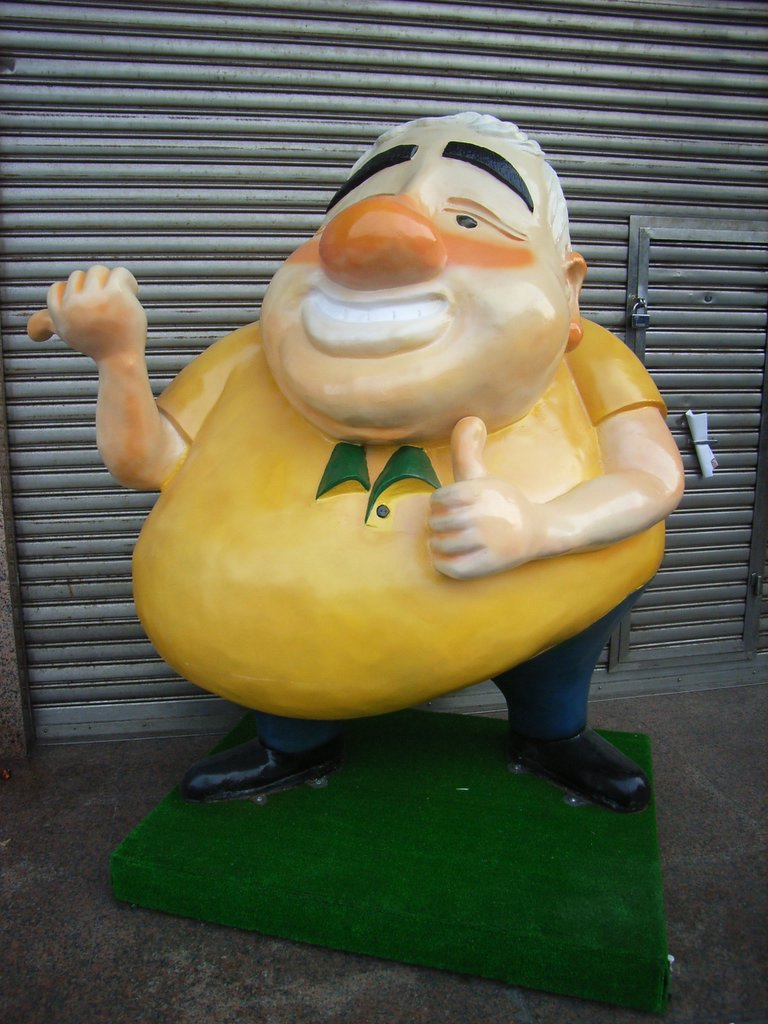
食神梁文韜的巨肚成為生招牌

梁文韜父親於1975年以三萬元入股元朗大榮華酒樓（灣仔榮華酒樓的分公司），梁文韜被介紹到該酒樓的餅舖做餅櫃，負責接月餅和臘味的訂單。 他翌年在酒樓做巡緝員，維持酒樓內的秩序，不久後升做樓面經理。1994年，大榮華酒樓安寧路分店發生大火，停業數年，1998年12月酒樓重開，梁文韜開始協助年紀老邁的謝氏打理該分店生意。
2011年12月26日 - 以梁文韜為生招牌的大榮華酒樓，推出一款罐裝「鵝肝醬」，以大平賣益食家作招徠，吸引不少愛「鵝肝」一族幫襯。不過有市民買回家後，一嚐味道發現只有豬膶味，細看罐上的成分標籤，原來只有豬肝而沒有鵝肝。
2021年，梁文韜由325磅成功瘦身、減磅至195磅。他本人指出用生酮飲食及運動方法減肥。

## 外部連結
- 梁文韜的Facebook專頁
- 有聲檔案：香港電台節目<發酵的男人>訪問 梁文韜 （页面存档备份，存于）